# بيل كلارك (طبال)
بيل كلارك (بالإنجليزية: Bill Clark)‏ هو طبال أمريكي، ولد في 31 يوليو 1925 في جونزبورو في الولايات المتحدة، وتوفي في 30 يوليو 1986 في أتلانتا في الولايات المتحدة.

## وصلات خارجية
- بيل كلارك على موقع ميوزك برينز (الإنجليزية)
- بيل كلارك على موقع ديسكوغز (الإنجليزية)